# Всеобщие выборы в Гондурасе (1993)
Всеобщие выборы в Гондурасе прошли 27 ноября 1993 года. На них избирались президент и депутаты Национального конгресса Гондураса. Карлос Роберто Рейна получил 53% голосов и был избран президентом Гондураса. Явка составила 64,80%.
В процессе голосования были избраны:
- Президент Гондураса.
- 128 депутатов Национального конгресса Гондураса.
- 20 представителей Гондураса в Центральноамериканский парламент.
- 292 мэров и столько же вице-мэров.

## Президентские выборы
Всего было зарегистрировано 4 кандидата в президенты.
| Кандидат                                              | Партия                              | Голоса    | %     |
| ----------------------------------------------------- | ----------------------------------- | --------- | ----- |
| Карлос Роберто Рейна                                  | Либеральная партия                  | 906 793   | 53,01 |
| Освальдо Рамос Сото                                   | Национальная партия                 | 735 123   | 42,97 |
| Олбан Франциско Вилларадез Ордоньес                   | Партия обновления и единства        | 48 471    | 2,83  |
| Марко Орланди Ириарте                                 | Христианско-демократическая партия  | 20 350    | 1,19  |
| Недействительные/пустые бюллетени                     | Недействительные/пустые бюллетени   | 61 088    | 3,45  |
| Всего                                                 | Всего                               | 2 889 215 | 100   |
| Зарегистрированных избирателей/Явка                   | Зарегистрированных избирателей/Явка | 2 734 116 | 64,80 |
| Источник: Elections in the Americas : a data handbook |                                     |           |       |

## Парламентские выборы
| Партия                                                | Голоса    | %     | Места |
| ----------------------------------------------------- | --------- | ----- | ----- |
| Либеральная партия                                    | 906 793   | 53,01 | 71    |
| Национальная партия                                   | 735 123   | 42,97 | 55    |
| Партия обновления и единства                          | 48 471    | 2,83  | 2     |
| Христианско-демократическая партия                    | 20 350    | 1,19  | —     |
| Недействительные/пустые бюллетени                     | 61 088    | 3,45  |       |
| Всего                                                 | 2 889 215 | 100   | 128   |
| Зарегистрированных избирателей/Явка                   | 2 734 116 | 64,80 |       |
| Источник: Elections in the Americas : a data handbook |           |       |       |